# Error categorial
Por error categorial, o error de categoría, o error categórico, se entiende una determinada forma de falacia al cometer un error semántico u ontológico en el que las cosas que pertenecen a una categoría particular se presentan como si pertenecieran a una categoría diferente, o, alternativamente, cuando la propiedad se atribuye a una cosa que posiblemente no podría tener esa propiedad. Un ejemplo es una persona que aprende que el juego de críquet involucra el espíritu de equipo y, después de que se le hace una demostración del papel de cada jugador, pregunta qué jugador realiza el "espíritu de equipo". A diferencia de los boleos y el bateo, el espíritu de equipo no es una tarea en el juego sino un aspecto de cómo se comporta el equipo como grupo. Para demostrar que se ha cometido un error de categoría, normalmente se debe demostrar que una vez que se comprende correctamente el fenómeno en cuestión, queda claro que la afirmación que se hace al respecto no podría ser cierta por no ser aplicable. Es decir, se afirmaría algo acerca de una cosa que no admite tal afirmación porque lo que se afirma pertenece a otro ámbito o categoría de conceptos.
Para los representantes de la filosofía analítica, empezando por Ludwig Wittgenstein (Tractatus logico-philosophicus), muchas de las cuestiones de las que la filosofía clásica se ha ocupado durante siglos —los problemas de metafísica, en particular— se deben a un uso erróneo del lenguaje, a errores categoriales, entre otros. Un ejemplo destacado de ello sería el problema mente-cuerpo.

## Gilbert Ryle
El término "error categoríal" fue introducido por Gilbert Ryle en su libro The Concept of Mind (1949) para eliminar lo que argumentó que era una confusión sobre la naturaleza de la mente nacida de la metafísica cartesiana. Ryle argumentó que era un error tratar la mente como un objeto hecho de una sustancia inmaterial porque las predicaciones de la sustancia no son significativas para un conjunto de disposiciones y capacidades.
La frase se introduce en el primer capítulo. El primer ejemplo es el de un visitante de Oxford. Según los informes, el visitante, al ver los colegios y la biblioteca, preguntó: "¿Pero dónde está la Universidad?" El error del visitante es suponer que una Universidad es parte de la categoría "unidades de infraestructura física" en lugar de una "institución". El segundo ejemplo de Ryle es el de un niño que presencia el paso de una división de soldados. Después de haberle señalado batallones, baterías, escuadrones, etc., el niño pregunta cuándo va a aparecer la división. "La marcha no fue un desfile de batallones, baterías, escuadrones y una division; era un desfile de batallones, baterías y escuadrones de una división". Su tercer ejemplo es el de un extranjero al que se le muestra un partido de cricket. Después de señalar a los bateadores, jugadores de bolos y jardineros, el extranjero pregunta: "¿Quién es el que queda para contribuir con el famoso elemento del espíritu de equipo?" Continúa argumentando que el dualismo cartesiano de mente y cuerpo se basa en un error de categoría.